# Кировский комбинат искусственных кож
Кировский ордена Отечественной войны I степени комбинат искусственных кож (Искож) — кожевенный комбинат в городе Кирове. Крупнейшее предприятие лёгкой промышленности Кировской области.

## Собственники и руководство

### Руководители
- Генеральный директор — Иванов Александр Григорьевич
- Технический директор (главный инженер) — Кодочигов Виталий Григорьевич

Совет директоров:
- Иванов Александр Григорьевич
- Кодочигов Виталий Григорьевич
- Зонов Владимир Николаевич
- Бобров Александр Николаевич
- Климов Сергей Михайлович
- Шешегов Андрей Павлович
- Стародумов Александр Анатольевич
- Чобей Олег Васильевич
- Блинов Евгений Борисович

## История
1 мая 1930 года был заложен фундамент будущего комбината. В 1934 году дала ток Кировская ТЭЦ-1, предназначающаяся для энергоснабжения комбината. Вместе с ней на комбинате в строй вошли клейзавод, завод пласткожи и картонная фабрика. В 1938 году пущен завод «Гралекс», давший название одноимённому материалу, который на нём производился. В это же время на комбинате освоен выпуск материала кирзы. По одной из версий, материал получил название от сокращения Кировский завод.
В 1942 году на комбинате разместились эвакуированные из Твери и Таганрога заводы, на их базе было создано самое крупное производство — завод «Резина», выпускавший монолитные резиновые детали, в том числе подошвы и каблуки для армейских сапог. Ещё одно эвакуированное производство, из Одессы, занималось выпуском картонных задников для обуви. Во время войны на комбинате были запущены регенеративный цех и участок рекуперации бензина. Всего за годы ВОВ комбинатом было выпущено 4,6 млн м2 кирзы, из которой было изготовлено 9 млн пар кирзовых сапог. Искож занимался разработкой и освоением рецептуры смеси для обрезинки танковых валков. Также будучи крупнейшим предприятием региона в то время, Искож стал инициатором сбора тёплых вещей для армии, взял шефство над госпиталями, организовал сбор крови для раненых бойцов. Рабочие комбината каждый месяц перечисляли в Фонд обороны дневную зарплату (в августе 1941 года сумма пожертвований составила 100 тысяч рублей). На фронтах воевало 1730 искожевцев, трое из них были удостоены звания Героя Советского Союза: И. Н. Путинцев, П. А. Родыгин, В. И. Алцыбеев. За вклад в обеспечение армии и флота во время войны в 1985 году комбинат был удостоен ордена Отечественной войны I степени.
В 1946 году началась реконструкция и переоснащение предприятия. К концу 1950 году производительность труда увеличена в 3,3 раза, производство — в 2,5 раза. В 1958 году Искожем было выпущено продукции, заменившей кожу 7 млн голов крупного рогатого скота. В 1961 году к комбинату присоединяется артель «Химик», производящая резиновые сапоги. В 1962 году запущен комплекс по производству цветной пористой резины, в 1964 году продукция комплекса получила медаль на ВДНХ в Москве. В 1963 году созданы цех термопластикации, склад каучука и центральная компрессорная, в следующем году — цех по производству кожевенного картона и обуви на его основе. В 70-е закрылись первые производства комбината — клейзавод и цех пласткожи. В 1975 году освоено производство на немецких литьевых машинах фирмы «Десма», применявшиеся при изготовлении деталей низа обуви. В 1985 году установлено итальянское оборудование фирмы «КРОМ», смонтирована первая в стране линия по выпуску мягких заменителей кожи с радиационно-химической вулканизацией.
В 1992 году прошло акционирование комбината.

## Финансовые показатели
- Чистые активы — 545 013 122 руб (2009)
- Уставной капитал — 58 861 800 руб (2009)

## Продукция
Комбинат специализируется на выпуске комплектующих и деталей низа обуви для военных и специальных ведомств, рабочей, спортивной, модельной и детской обуви; синтетических материалов для низа обуви, мягких искусственных кож различного назначения; резино-технических изделий для автомобильной промышленности и железнодорожного транспорта; гранулированных композиций из ТЭПов, детали низа обуви из пенополиуретана и ПВХ; пористые пластины, полимерные напольные покрытия для животноводства и покрытий для спортивных сооружений; манжеты люков для стиральных машин. Комбинат выпускает продукцию для газовой, нефтяной, строительной, автомобильной, сельскохозяйственной и других отраслей промышленности.